# Кинофестиваль

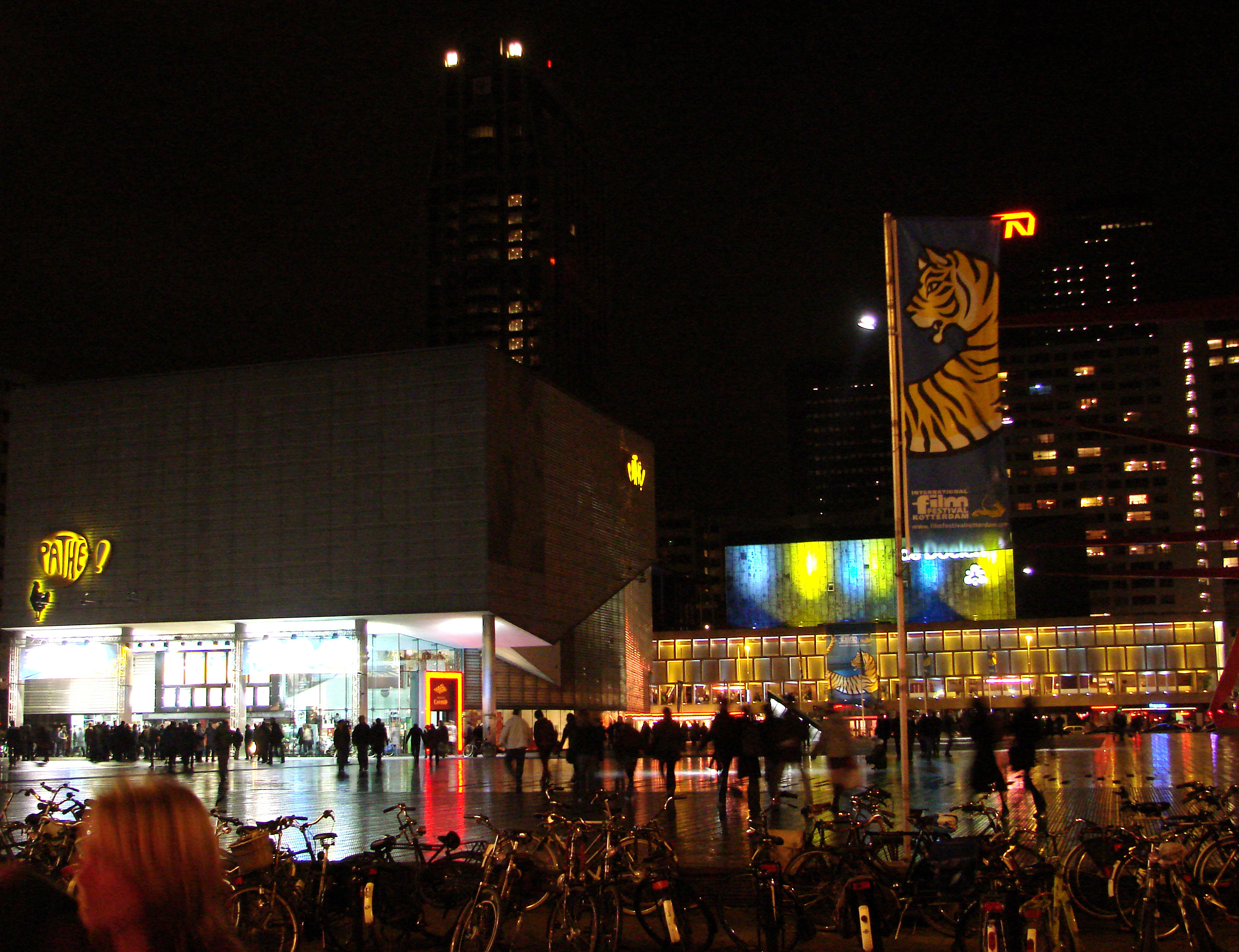
Кинофестиваль в Роттердаме (2007 год).

Кинофестива́ль — фестиваль произведений киноискусства. Кинофестиваль обычно сопровождается публичным показом многих фильмов и приездом их авторов. В ходе большинства фестивалей проводится конкурс фильмов, по результатам которого вручаются призы (гран-при, приз зрительских симпатий и прочие). Результаты конкурса обычно оценивает экспертное жюри — реже проводится голосование экспертов.
Со времени появления самого кинематографа вставал вопрос о качественной оценке фильмов и работы отдельных членов съёмочной группы. Один из объективных показателей успеха кинофильма — кассовые сборы с кинопроката. Зрительское голосование покупкой билетов — безусловная оценка качества фильма. Но считать этот показатель единственно верным было бы ошибкой. Ведь все фильмы изначально находятся в разных условиях: одни широко разрекламированы и анонсированы, для других даже не изготовляется качественных афиш; одни фильмы блещут именами звёзд — другие делаются начинающими кинематографистами, которым не по карману приглашение звезды. Есть ещё целый ряд психологических факторов, которые влияют на финансовые показатели фильма. Кроме того, условия проката во всех странах разные, поэтому сопоставить сбор фильма в разных странах бывает трудно. Очевидно, что национальные и культурные особенности тоже могут влиять на популярность фильма. А помимо всего, сбор с проката может оценить лишь успех фильма в целом, но не вклад отдельных членов съёмочной группы.
Для решения указанных проблем оценки кино, в мире регулярно проводится множество кинофестивалей, разыгрывается множество кинопремий. Кинофестивали призваны продемонстрировать современные веяния в кинематографе, избрать лучшие фильмы года, оценить работу членов съёмочных групп. Кинопремии, в отличие от кинофестивалей, не сопровождаются публичными показами фильмов-номинантов, но их задачи те же. Никакой кинофестиваль не может претендовать на объективность оценок, но фестивалей очень много, и у каждого фестиваля со временем складывается своя особая репутация, выделяются направления киноискусства особо поощряемые (или не поощряемые) данным кинофестивалем. Есть также жанровые кинофестивали. Таким образом, у любителя кино, имеющего свои жанровые или стилистические предпочтения, всегда есть возможность найти «свой» кинофестиваль — и по его итогам ориентироваться в фильмах текущего года.

## Международная федерация ассоциаций кинопродюсеров и кинофестивальное движение
Наиболее престижными кинофестивалями являются осмотры с конкурсной программой, имеющие аккредитацию Международной федерации ассоциаций кинопродюсеров (фр. Federation International des Associations de Producteurs de Films, FIAPF). Для того, чтобы получить аккредитацию, кинофестиваль должен соответствовать нескольким критериям: быть международным; проводиться ежегодно; пользоваться поддержкой местной киноиндустрии; в конкурсе не должно быть фильмов, которые ранее участвовали в других фестивалях. Кроме того, в одной стране может быть только один подобный фестиваль.
На сегодняшний день аккредитацию FIAPF имеют пятнадцать международных конкурсных кинофестивалей игровых фильмов:
- Московский международный кинофестиваль
- Берлинский кинофестиваль
- Каннский кинофестиваль
- Шанхайский кинофестиваль
- Кинофестиваль в Карловых Варах
- Кинофестиваль в Локарно
- Монреальский кинофестиваль
- Венецианский кинофестиваль
- Сан-Себастьянский кинофестиваль
- Варшавский кинофестиваль
- Кинофестиваль в Токио
- Кинофестиваль в Мар-дель-Плата
- Каирский кинофестиваль
- Индийский международный кинофестиваль
- Кинофестиваль PÖFF в Таллине

Также аккредитованы пять кинофестивалей документального и короткометражного кино:
- Международный кинофестиваль «Послание к Человеку» в Санкт-Петербурге
- Кинофестиваль в Тампере
- Кинофестиваль в Оберхаузене
- Кинофестиваль в Кракове
- Кинофестиваль в Бильбао

Кроме того, аккредитацию имеют четыре неконкурсных фестиваля игровых фильмов и двадцать восемь конкурсных фестивалей специализированных игровых фильмов. В общей сложности аккредитацию FIAPF имеет пятьдесят один фестиваль.